# Martijn Vogel
Martijn Vogel (Hilversum, 14 februari 1991) is een Nederlandse zanger en acteur.
Vogel behaalde het diploma van de havo voor muziek en dans in Rotterdam, richting Muziektheater. Hij volgde lessen in New York aan het Broadway Dance Centre en workshops bij Willem Nijholt, Pia Douwes en Paul de Leeuw. Hij studeerde vervolgens aan de Amsterdamse Hogeschool voor de Kunsten.
Als kind was Vogel te zien als Kurt in The Sound of Music van Joop van den Ende Theaterproducties en als Sproet in Pietje Bell van Ruud de Graaf Producties. Hij speelde de rol van Ernst in Spring Awakening van het M-lab/Stage Entertainment en was recenter te zien in Wicked. Ook verleende hij zijn medewerking aan een aantal benefietconcerten in het M-lab, waaronder 'Spring Awakening in concert' en 'Shakespeare in Concert'.
In 2013/2014 speelde hij in Jersey Boys als Joe Pesci en was hij understudy voor Frankie Valli. In 2014/2015 was hij te zien als de naziaanhanger postbode Rolf. Vervolgens was hij te zien als Doody in Grease, Was getekend, Annie Mg Schmidt, Pugsley Addams in The Addams Family en neemt de rol van Barnaby Tucker op zich in Hello Dolly in seizoen 2019/2020 was te zien als Wallace Hartley in
Titanic en is in 2024 te zien als Eddie in Mamma Mia.

## Theater
| Jaar        | Titel                            | Rol                                 | Producent                                   |
| ----------- | -------------------------------- | ----------------------------------- | ------------------------------------------- |
| 2002 - 2003 | The Sound of Music               | Kurt                                | Stage Entertainment                         |
| 2005 - 2006 | Pietje Bell                      | Sproet                              | De Graaf & Cornelissen Entertainment        |
| 2011        | Spring Awakening                 | Ernst                               | Stage Entertainment en M-Lab                |
| 2011 - 2012 | Wicked                           | Ensemble / Cover Moq                | Stage Entertainment                         |
| 2012 - 2013 | The Little Mermaid               | Botje                               | Stage Entertainment                         |
| 2013 - 2014 | Jersey Boys                      | Joe Pesci / Cover Frankie Valli     | Stage Entertainment                         |
| 2014 - 2015 | The Sound of Music               | Rolf                                | Albert Verlinde Entertainment en Music Hall |
| 2015 - 2016 | Grease                           | Doody                               | Stage Entertainment                         |
| 2017 - 2018 | Was getekend, Annie M.G. Schmidt | Janneke, Jan                        | Stage Entertainment                         |
| 2018 - 2019 | The Addams Family                | Pugsley Addams                      | TEC Entertainment                           |
| 2019 - 2020 | Hello, Dolly!                    | Barnaby Tucker                      | Stage Entertainment                         |
| 2020 - 2021 | Saturday Night Fever             | Bobby C.                            | De Graaf & Cornelissen Entertainment        |
| 2021        | Showstoppers in Concert          | Solist                              | Stichting NDM Theaterproducties             |
| 2021 - 2022 | Titanic                          | Wallace Hartley / Piccolo / Carlson | De Graaf & Cornelissen Entertainment        |
| 2023 - 2024 | Pietje Bell                      | Jozef Geelman                       | REP Producties                              |
| 2024        | Mamma Mia!                       | Eddie                               | De Graaf & Cornelissen Entertainment        |
| 2024        | Jesus Christ Superstar           | Ensemble                            | Albert Verlinde Entertainment               |
| 2025-heden  | '40-'45 (Nederlandse musical)    | Swing                               | Studio 100                                  |

## Televisie
Vogel zat bij de laatste vijftien in het televisieprogramma Op zoek naar Joseph en was de jongste deelnemer.